# Erisweiler
Erisweiler ist ein Gemeindeteil von Neuburg an der Kammel im schwäbischen Landkreis Günzburg in Bayern.

## Lage
Die Einöde liegt auf offener Flur im Kammeltal, circa zwei Kilometer südlich von Neuburg an der Kammel und ist über die östlich verlaufende Staatsstraße 2024 zu erreichen.

## Geschichte
Erisweiler wurde 1248 erstmals erwähnt, als ein Bernold von Rieden eine Hufe zu Erisweiler an das Kloster Ottobeuren schenkte. Die Herren von Ellerbach, die ab 1348 Grundherren von Neuburg waren, besaßen ab 1406 einen Hof in Erisweiler. Die Grundherrschaft dürfte ursprünglich das Hochstift Augsburg besessen haben, das bis zur Säkularisation Lehensinhaber des Burgstalls war. 1492 gehörte Erisweiler mit drei ursbergischen Feuerstätten zur Markgrafschaft Burgau. Anfang des 16. Jahrhunderts besaß das Prämonstratenserstift Ursberg einen Hof und sechs Sölden im Ort. 1749 hatte die Herrschaft Vöhlin-Hohenraunau zwei Höfe in Erischweiller.

## Sehenswürdigkeiten
- Kapelle St. Maria aus dem 19. Jahrhundert
- Hofkapelle, erbaut 1981/82